# NGC 690
NGC 690 é uma galáxia espiral barrada (SBc) localizada na direcção da constelação de Cetus. Possui uma declinação de -16° 43' 17" e uma ascensão recta de 1 horas, 47 minutos e 48,0 segundos.
A galáxia NGC 690 foi descoberta em 1886 por Frank Leavenworth.